# Union Station (Washington)
Washington Union Station is een spoorwegstation in Washington, de hoofdstad van de Verenigde Staten. Het station aan Columbus Circle is een van de drukste en bekendste locaties van de stad, met elk jaar meer dan 30 miljoen bezoekers.
Union Station is ook een belangrijk station voor de wissel van locomotieven. Alle lange-afstandstreinen richting New York Penn Station moeten hun diesellocomotief in Washington omwisselen voor een elektrisch exemplaar, aangezien er geen dieseltractie is toegestaan in het ondergrondse Penn Station (vanwege de uitlaatgassen). Door deze wissel staan de lange-afstandtreinen beduidend langer stil in Washington dan de meeste andere stations tijdens hun reis. In de andere richting worden de elektrische exemplaren dan vervangen door een diesellocomotief. 

## Geschiedenis
Het station werd door Daniel Burnham ontworpen als hoofdingang van Washington. Het werd op 27 oktober 1907 geopend en in 1908 geheel opgeleverd. Ten tijde van de bouw was Union Station het grootste spoorweggebouw ter wereld, en qua oppervlakte het omvangrijkste bouwwerk in de Verenigde Staten. De kosten bedroegen $125 miljoen.
Tijdens de Tweede Wereldoorlog gebruikten ongeveer 200.000 mensen per dag het station, de drukste periode van het station. Door de groei van het luchtverkeer daalde het aantal passagiers.
In 1988 werd het station in de huidige staat geopend na een ingrijpende renovatie van $160 miljoen. Een food court werd geopend op de voormalige bagageafhandelingsverdieping, nieuwe winkels werden geopend in de Concourse and Main Hall, en een nieuwe Amtrak-terminal werd gerealiseerd.
Op 15 januari 1953 verongelukte de Federal Express Train op spoor 16 en reed in de hal van het Union Station. Er vielen geen doden.

## Metro
De metro van Washington heeft een gelijknamig station Union Station met meer dan 33.000 in- en uitstappers per werkdag.

## Afbeeldingen

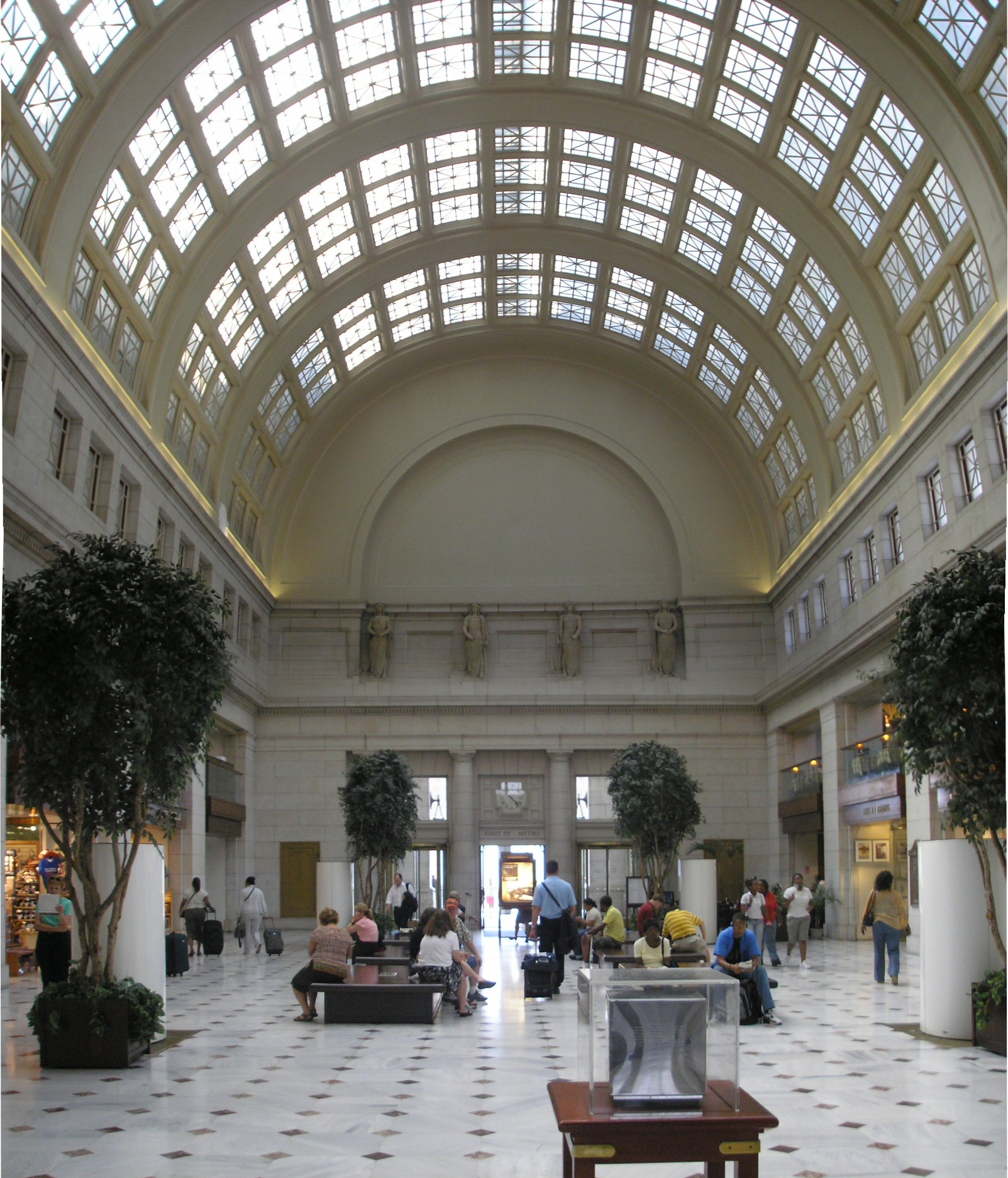
De hal van het station
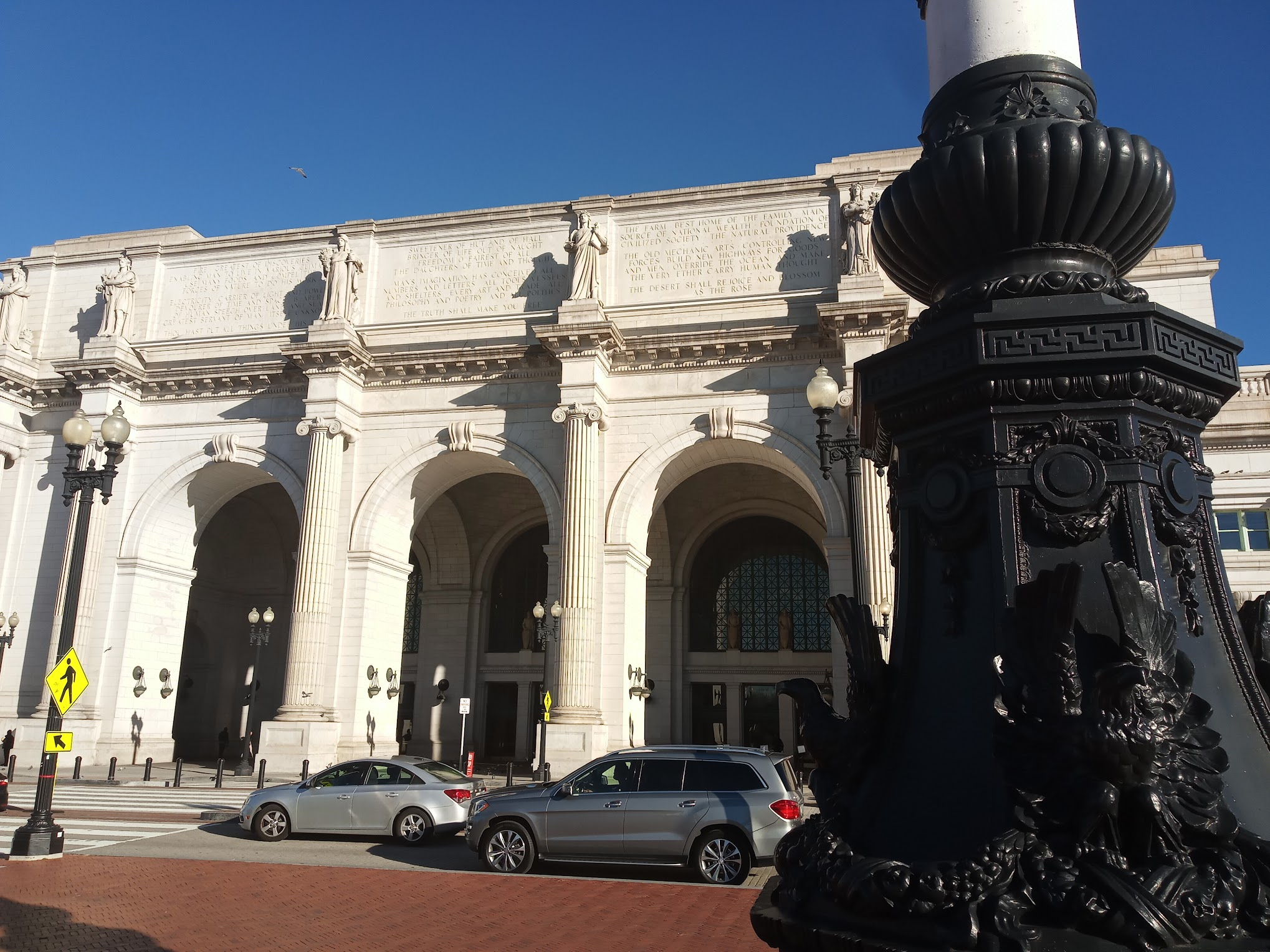
Voorgevel
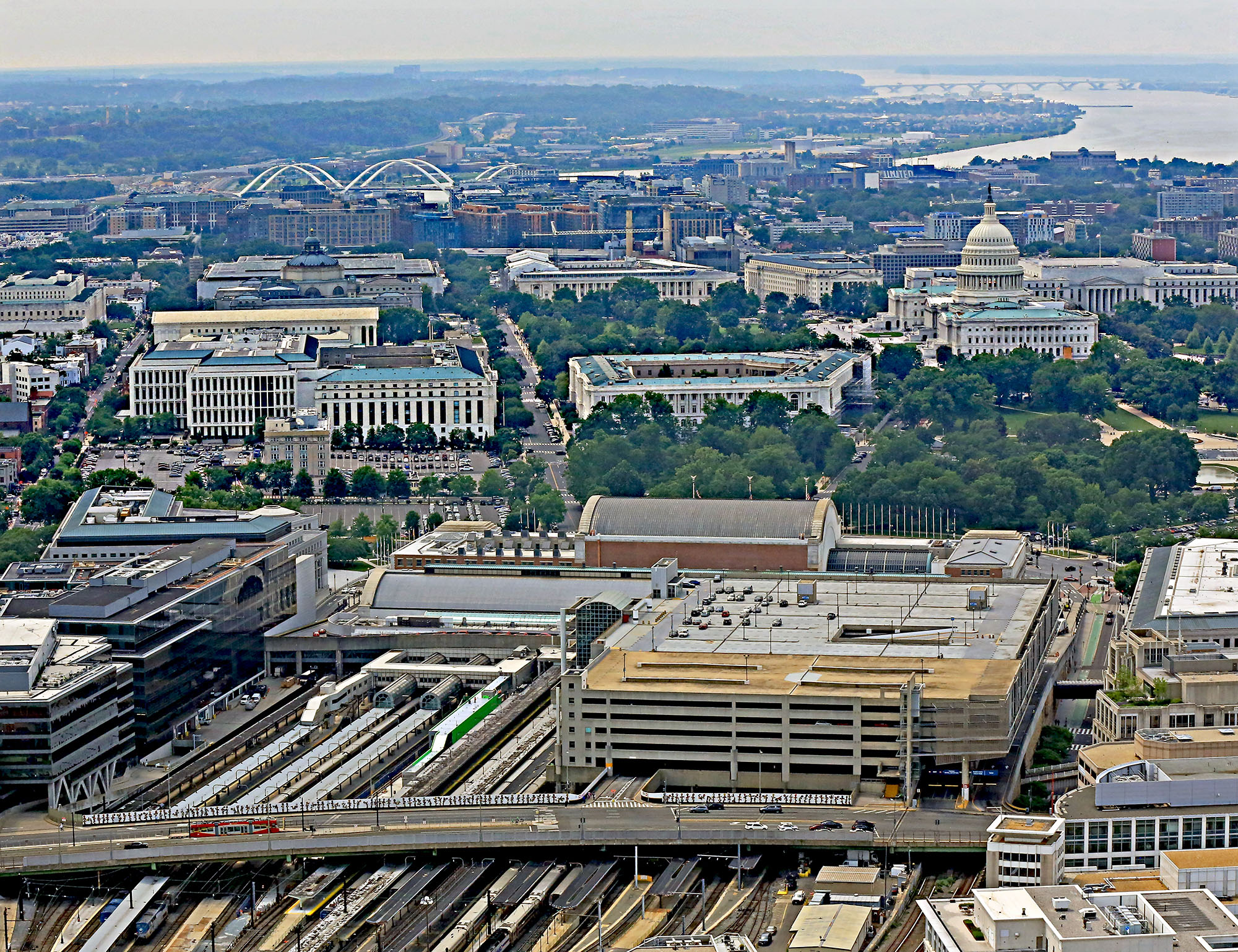
Luchtfoto van Union Station en daarachter het Capitool